# Plateau de Beille
Le plateau de Beille est un massif montagneux pyrénéen situé dans le département de l'Ariège. Il se trouve au sud de la vallée de l'Ariège entre Tarascon-sur-Ariège et Ax-les-Thermes au-dessus des villages des Cabannes, d'Albiès et de Lassur. L'accès routier au plateau (D 522) part des Cabannes.
Longtemps, ce plateau a seulement été un lieu d'élevage, surtout bovin. Il est récemment devenu le site d'une importante station de sports d'hiver des Pyrénées, principalement vouée à la pratique du ski de fond, avec des pistes situées entre 1 800 et 2 000 m d'altitude. Par ailleurs, le plateau de Beille est un point de passage du sentier de grande randonnée GR 10 qui parcourt les Pyrénées d'est en ouest.
Enfin, depuis 1998, l'ascension depuis les Cabannes jusqu'au plateau constitue occasionnellement une étape du Tour de France.

## Géographie du plateau

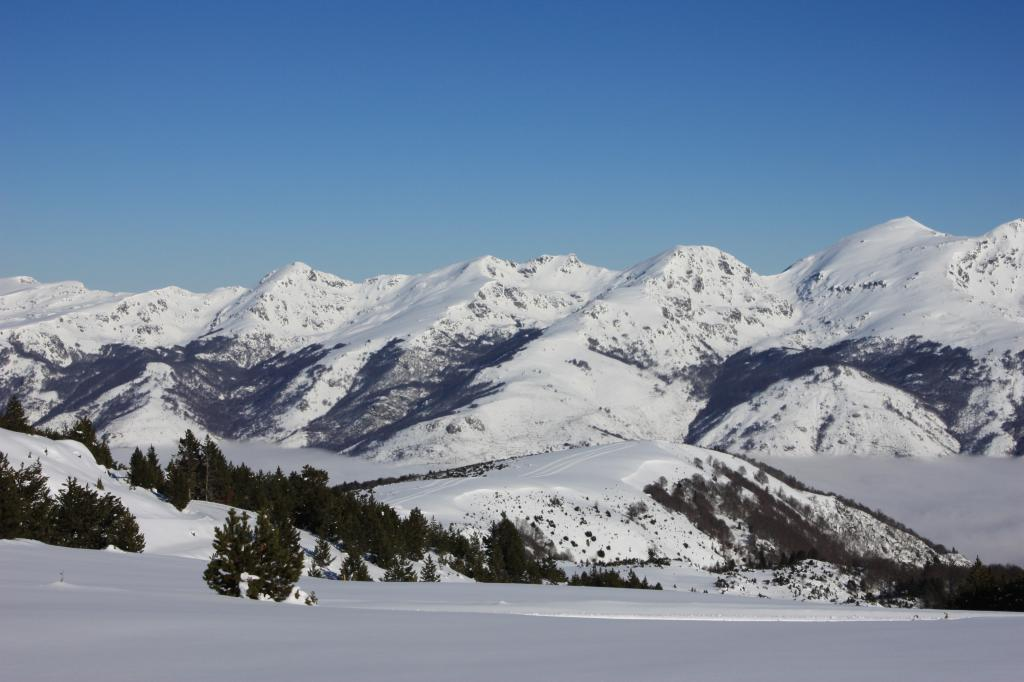
Plateau de Beille enneigé.

Le plateau de Beille est délimité par la vallée de deux affluents de l'Ariège : l'Aston à l'ouest, le ruisseau de Labail à l'est. Il se termine au sud par le Col de Finestres (1 967 m) où passe le GR 10 ; au nord, par le versant qui tombe abruptement vers la vallée de l'Ariège.
L'ensemble du domaine ainsi délimité se caractérise par des replats dont l'altitude se situe environ entre 1 700 et 2 000 mètres, sur une superficie d'environ 1 450 hectares.

### Géologie
Le substrat du plateau est essentiellement composé de gneiss (gneiss de Riète ou de l'Aston), c'est-à-dire un granite métamorphisé par des remontées plutoniques. Formé durant le cénozoïque, il a subi un premier soulèvement lors de la formation des Pyrénées il y a 40 à 50 millions d'années, divers arasements entre 25 millions d'années et 10 millions d'années, puis un nouveau soulèvement. Au quaternaire, son pourtour fut délimité par de profondes vallées glaciaires.

### Faune et flore
Le plateau de Beille est une zone naturelle d'intérêt écologique, faunistique et floristique (ZNIEFF) de type I. Son habitat est composé de pelouses rases, de forêts de pins à crochets en altitude, d'une hétraie-sapinière sur ses versants moins élevés, de landes et de quelques tourbières. Dans les tourbières poussent la droséra intermédiaire (Drosera intermedia) et la drosera à feuilles rondes (Drosera rotundifolia) ainsi que le lycopode des tourbières (Lycopodiella inundata), espèces rares et protégées, mais aussi la potentille des marais (Potentilla palustris) et la linaigrette vaginée (Eriophorum vaginatum).
En ce qui concerne la faune, sont présents le grand tétras, l'aigle royal, le gypaète barbu et, pour les mammifères, la martre (Martes martes) et l'isard.

## La station de ski
Créée en 1988 notamment à l'initiative du sénateur Germain Authié, la station de ski nordique du plateau de Beille fut ouverte dès 1989. Les infrastructures comprennent entre 32 km et 70 km de pistes de ski de fond selon les sources,,, 42 km de pistes de raquettes, un stade de biathlon et une école de traîneau à chien. En été sont organisées, entre autres, des activités de trottinettes tractées par des chiens de traîneau et des promenades de découverte du pastoralisme. Des sentiers VTT suivent le tracé des pistes de ski de fond. Il s'agit d'une station de jour : à l'exception de bivouacs dans des structures légères, lesquels ont été mis en place à partir de 2007, aucun hébergement n'est assuré. Un téléski permet également la pratique du ski alpin pour débutants en permettant l'accès à deux pistes vertes.
Pour ce qui est de la fréquentation et du chiffre d'affaires, Beille était en 2024 la première station de ski nordique dans les Pyrénées et la 6e au niveau français. Pour l'hiver 2023-2024, la station a enregistré 95 journées d'exploitation ayant généré environ la vente de 74 414 journées nordiques pour un total de redevances de 354 000 €. L'année la plus prolifique de l'espace nordique a été l'hiver 2020-2021 avec un pic de fréquentation et la vente de 111 585 journées nordiques. Cette fréquentation peut être expliquée par la fermeture nationale des remontées mécaniques due à la crise du Covid 19,.
La gestion est effectuée par la Régie des Espaces Nordiques des Vallées d'Ax (RENVA) sous la tutelle de la communauté de communes des Vallées d'Ax. La station est partenaire avec ses voisines d'Ax 3 Domaines, du Chioula et d'Ascou-Pailhères, de Mijanès-Donezan et de Goulier.
La station propose des stages de biathlon avec le concours de Laure Bosc.
Le 21 avril 2023, une partie importante du nouveau bâtiment construit en bois qui faisait la fierté de la station a subi un important incendie. Ce bâtiment est par la suite reconstruit.

## Tour de France et cyclisme

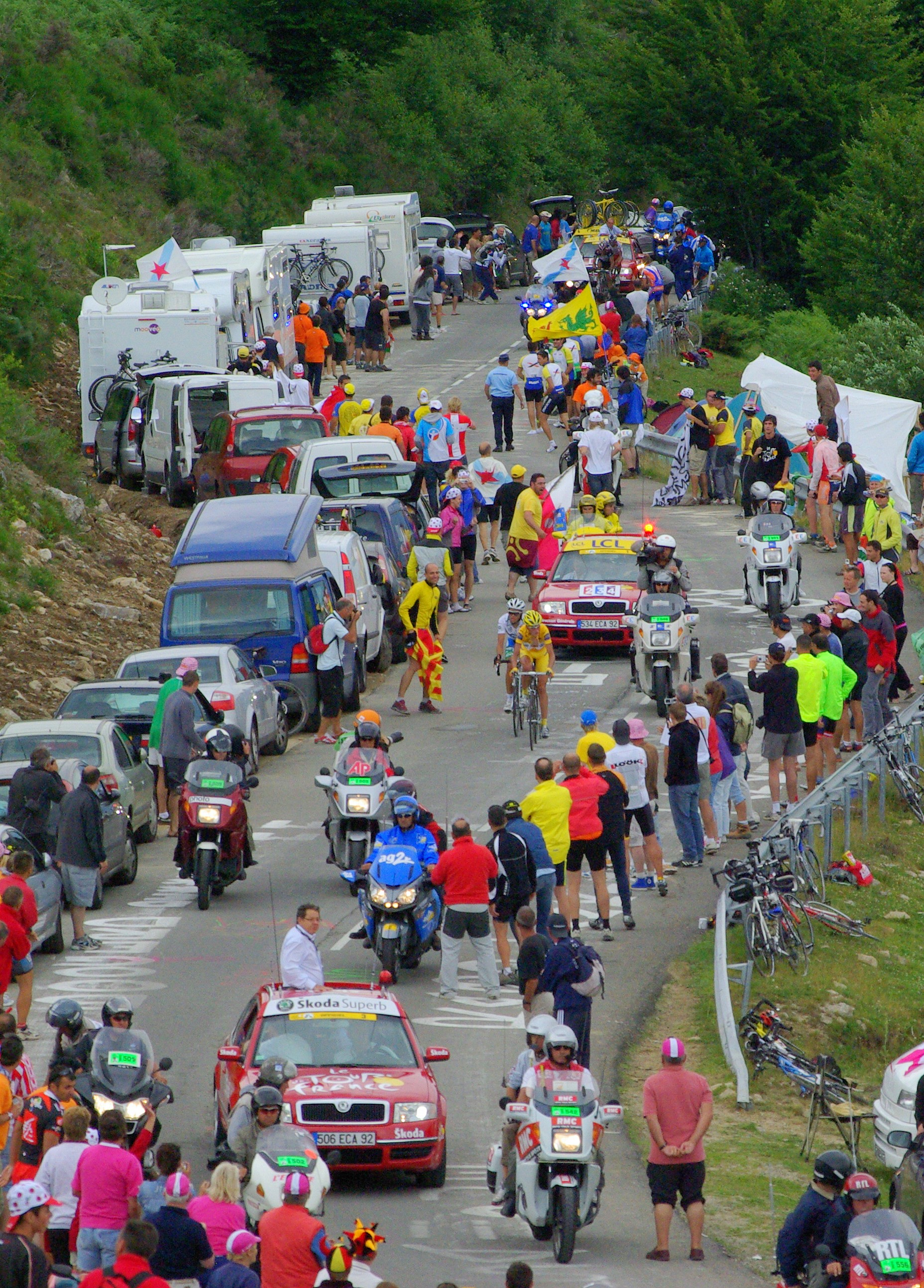
Michael Rasmussen et Alberto Contador lors de la 14e étape du Tour de France 2007.

Le plateau de Beille est un lieu de passage régulier de diverses courses cyclistes. Il a ainsi été découvert par la Route du Sud en 1995, puis par le Tour de France en 1998 et constitue une année sur deux la montée finale pour les cyclosportifs de l'Ariégeoise.

### Profil de la montée
- Départ : Les Cabannes (535 m) via Pech
- Arrivée: 1 790 m
- Dénivellation : 1 255 m
- Longueur : 15,9 km
- Pente : 7,9 %
- Ascension Hors-Catégorie

Avec 7,9 % de moyenne sur 15,9 km, il s'agit d'une ascension redoutable. Les douze premiers kilomètres s'effectuent généralement en forêt et les quatre derniers s'effectuent à découvert à travers les pâturages, où des bovins traversent parfois la route.
Alors que les routes de la vallée sont pratiquement planes, dès qu'ils quittent la place centrale des Cabannes, les coureurs se heurtent à une rampe très abrupte pour parvenir à hauteur du château de Gudanes (commune de Château-Verdun). Durant les premiers kilomètres, le goudron est lisse puis devient granuleux, ce qui ajoute à la difficulté. La forêt offre très peu de répit, la pente est forte et régulière avec de nombreuses épingles et ce n'est qu'au 6e km qu'il est possible d'observer un replat d'environ 400 mètres. Les pourcentages sont souvent supérieurs à 8 % ; le 9e km, qui précède la petite fontaine Henri IV, est l'un des plus raides.
Après la sortie de la forêt, les pourcentages sont un peu moins élevés mais plus irréguliers. Au 12e km, on passe devant la Cabanne de Pierrefite avec un replat de courte durée suivi d'une rupture de pente difficile. Après avoir franchi un peu plus loin une double épingle, le final offre une pente modérée et l'arrivée a lieu sur le grand parking devant le bâtiment de la station, à 1 790 mètres d'altitude.

### Passages du Tour de France
Depuis sa découverte par le Tour de France en 1998, le plateau de Beille a servi d'arrivée d'étape à sept reprises (en 1998, 2002, 2004, 2007, 2011, 2015 et 2024). L'ascension a toujours été classée hors catégorie dans le classement de la montagne.
Les trois premiers vainqueurs d'étapes dont l'arrivée est jugée au Plateau de Beille ont été vainqueur du Tour à son arrivée sur les Champs-Élysées. Ce fut le cas pour Marco Pantani en 1998, pour Lance Armstrong qui y a réalisé un doublé en 2002 et 2004 (mais dont les victoires lui furent retirées en octobre 2012) et pour Alberto Contador en 2007 qui a remporté le Tour de France à la suite de l'exclusion du Danois Michael Rasmussen.
| Année | Étape | Départ de l'étape  | Distance | Vainqueur         | Maillot jaune à l'issue de l'étape | Vainqueur final du Tour | Durée de l'ascension      |
| ----- | ----- | ------------------ | -------- | ----------------- | ---------------------------------- | ----------------------- | ------------------------- |
| 1998  | 11    | Bagnères-de-Luchon | 170      | Marco Pantani     | Jan Ullrich                        | Marco Pantani           | 43 min 30 s               |
| 2002  | 12    | Lannemezan         | 198      | Lance Armstrong   | Lance Armstrong                    | Lance Armstrong         | 45 min 43 s               |
| 2004  | 13    | Lannemezan         | 205      | Lance Armstrong   | Thomas Voeckler                    | Lance Armstrong         | 45 min 40 s               |
| 2007  | 14    | Mazamet            | 197      | Alberto Contador  | Michael Rasmussen                  | Alberto Contador        | 44 min 7 s ou 44 min 17 s |
| 2011  | 14    | Saint-Gaudens      | 168      | Jelle Vanendert   | Thomas Voeckler                    | Cadel Evans             | 46 min 5 s                |
| 2015  | 12    | Lannemezan         | 195      | Joaquim Rodríguez | Christopher Froome                 | Christopher Froome      | 45 min 37 s,              |
| 2024  | 15    | Loudenvielle       | 198      | Tadej Pogačar     | Tadej Pogačar                      | Tadej Pogačar           | 39 min 41 s               |

Le record de la montée est détenu par Tadej Pogačar depuis 2024.

### Route du Sud
Le Plateau de Beille a également été sept fois arrivée d'étape de la Route du Sud.
| - 1995 : Carmelo Miranda - 1996 : Giuseppe Guerini - 1997 : Laurent Roux - 1998 : Armand de Las Cuevas - 1999 : Lance Armstrong - 2001 : Francesco Casagrande - 2002 : Levi Leipheimer (contre-la-montre) |

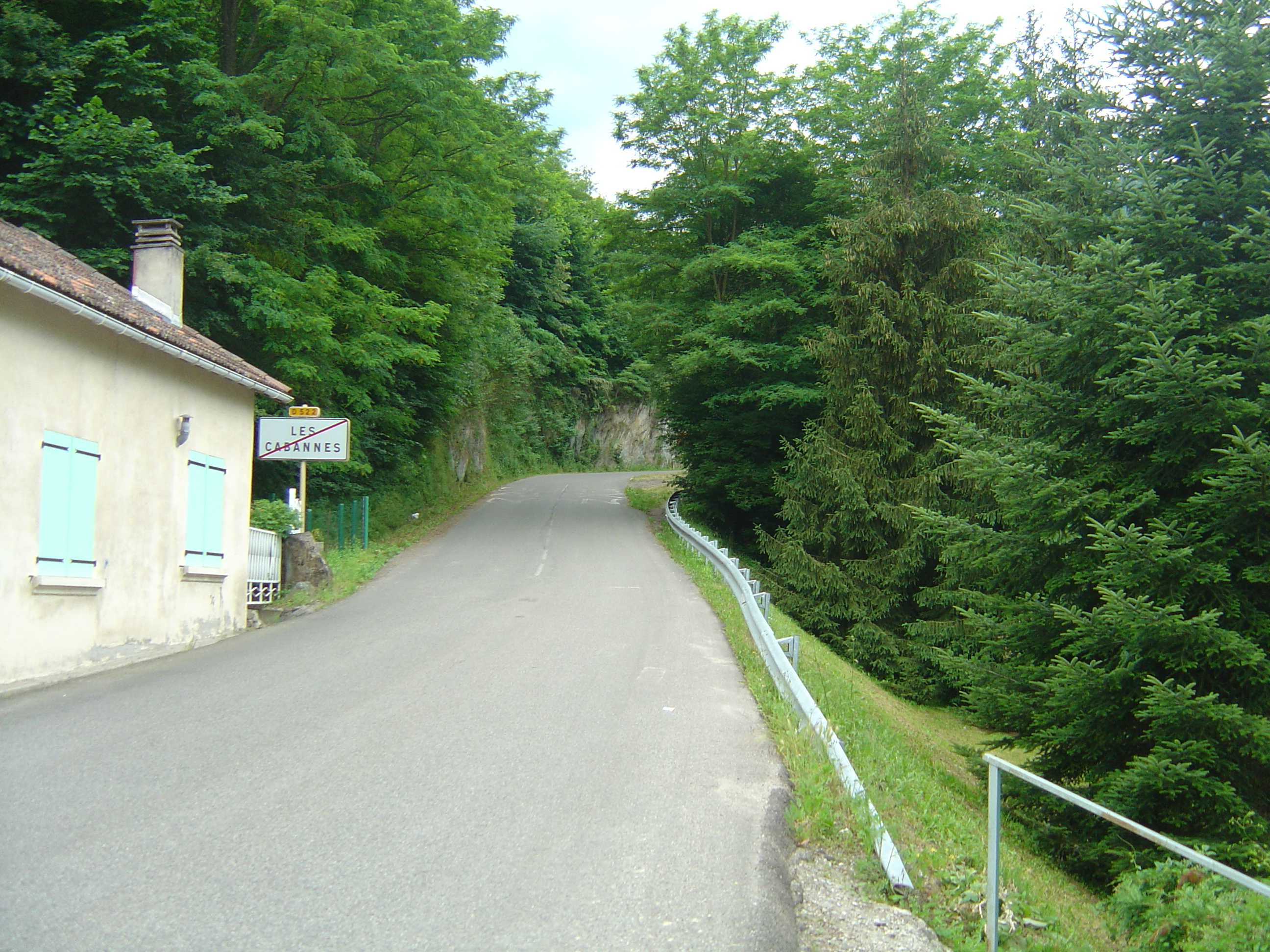
Pente difficile au départ de la montée à la sortie des Cabannes.
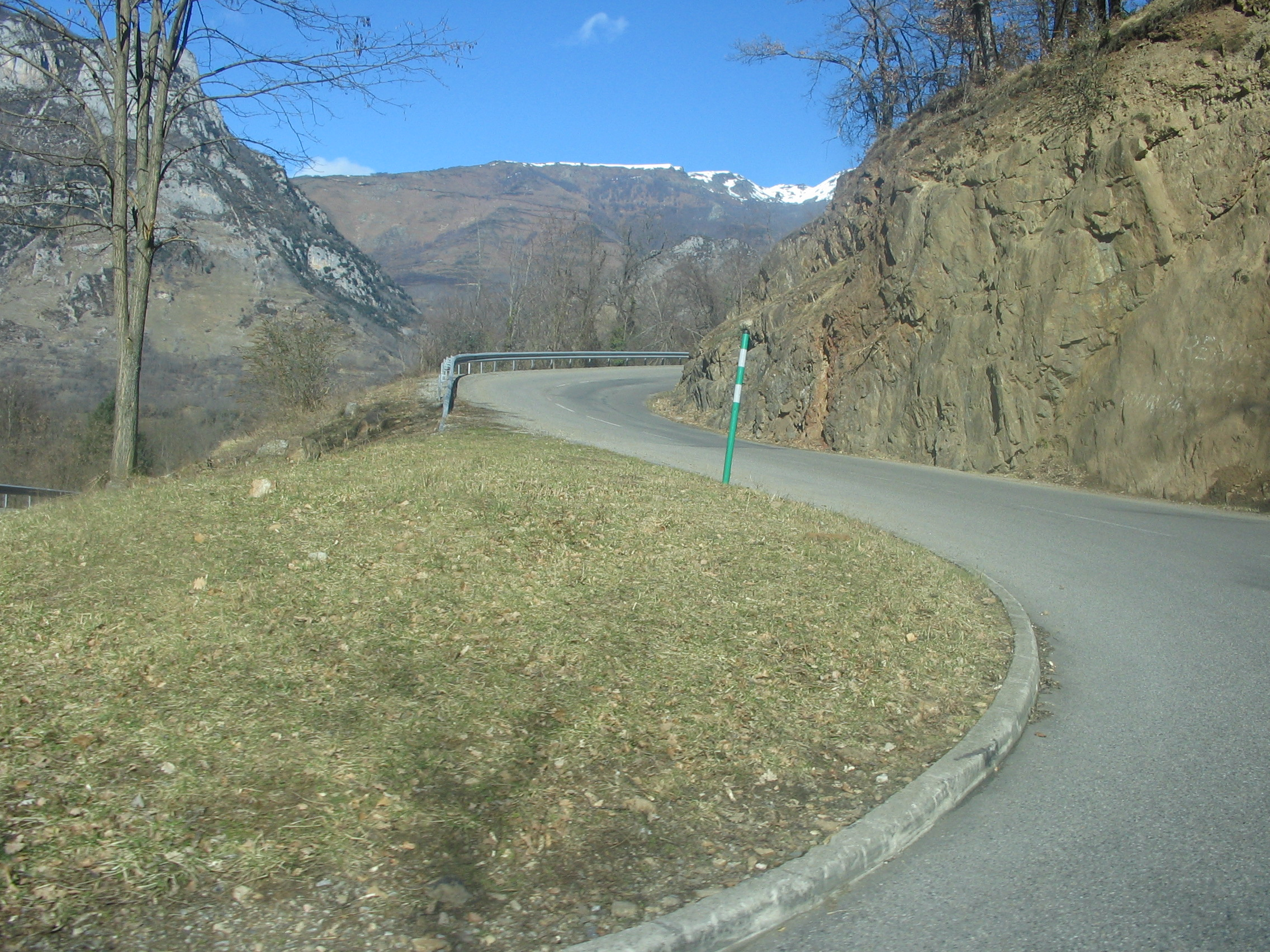
Début de l'ascension peu après Les Cabannes.
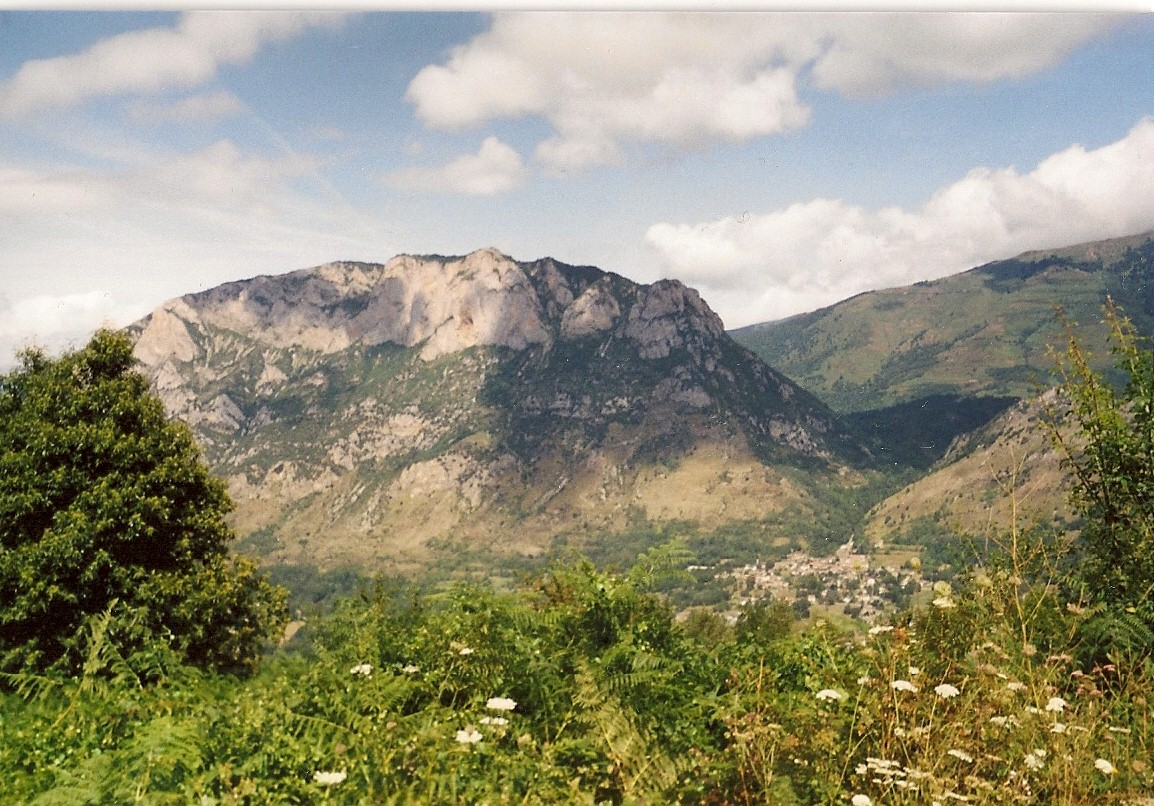
Montagne du Quié de Sinsat (1 484 m).
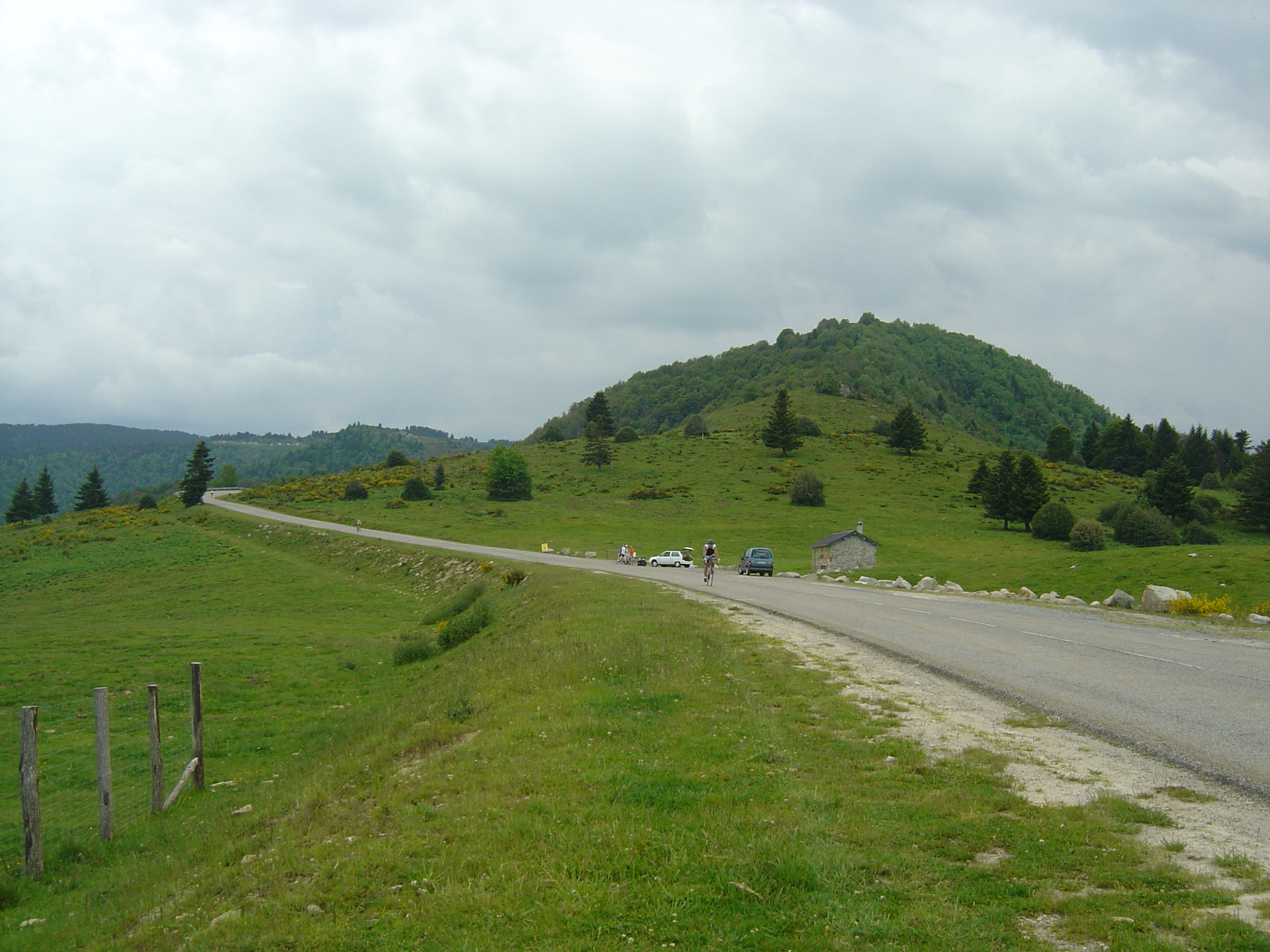
La cabanne de Pierrefite à droite à 4 km de l'arrivée.
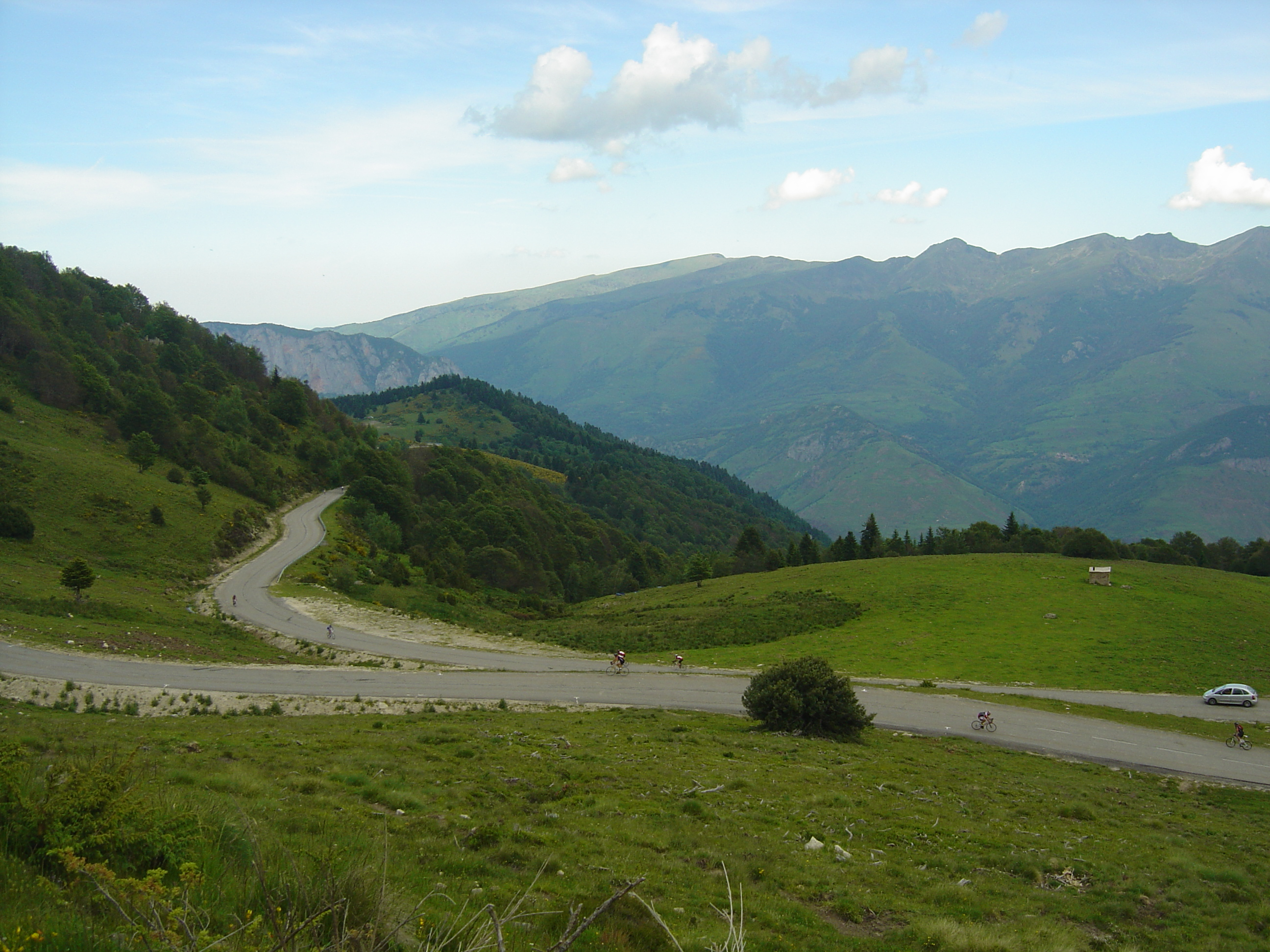
Double virage à 2,5 km de l'arrivée.
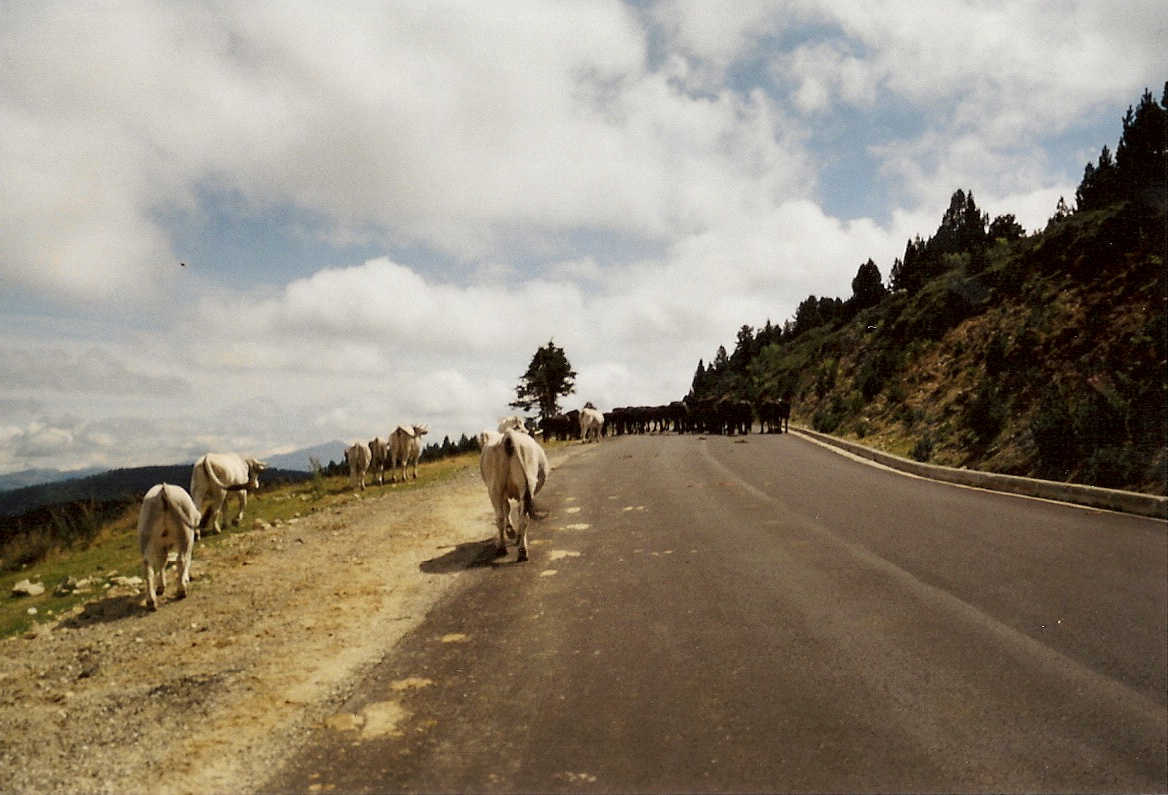
Bovins et chevaux sur la route à 1 km de l'arrivée.
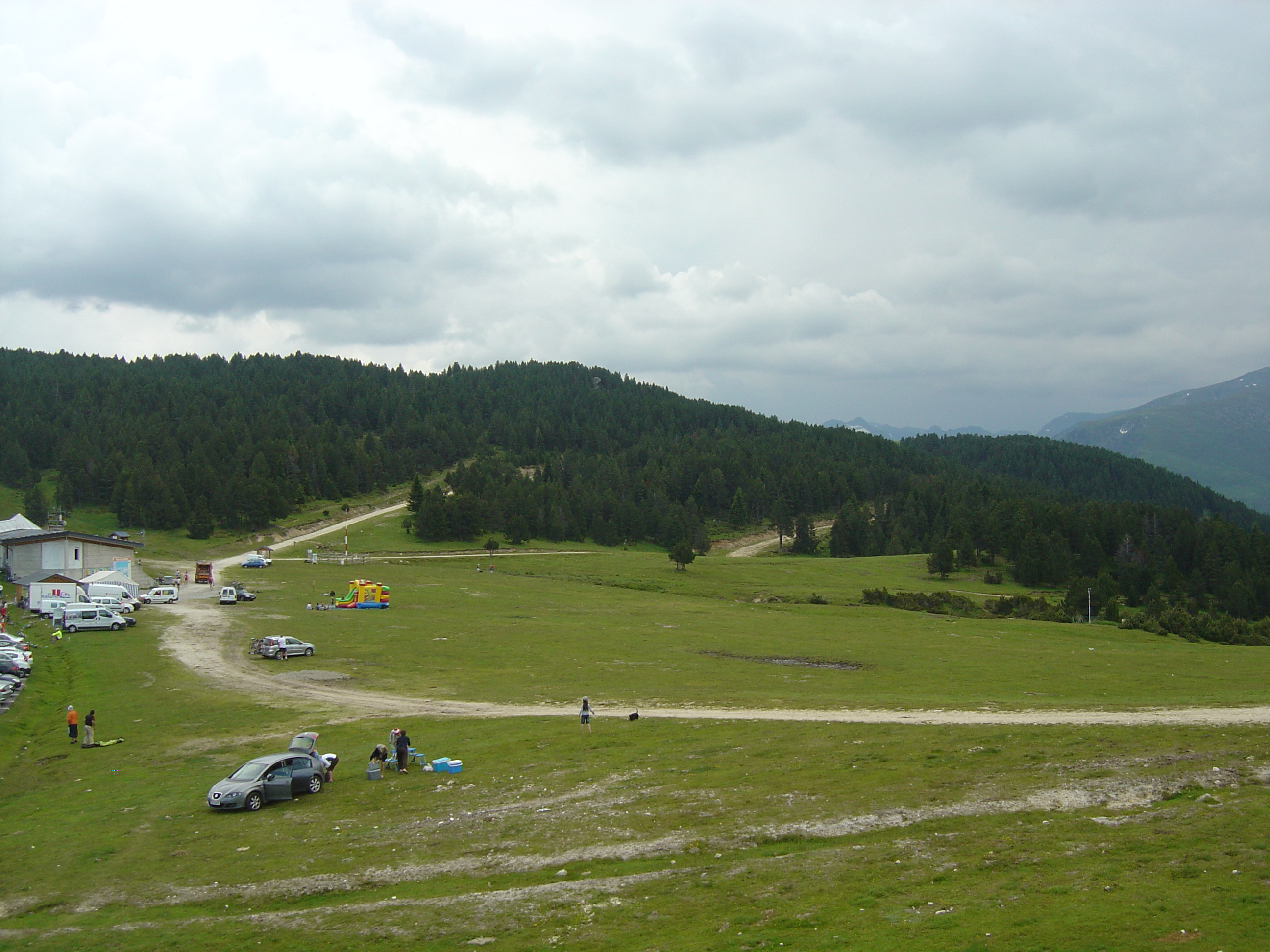
Départ des pistes de ski.
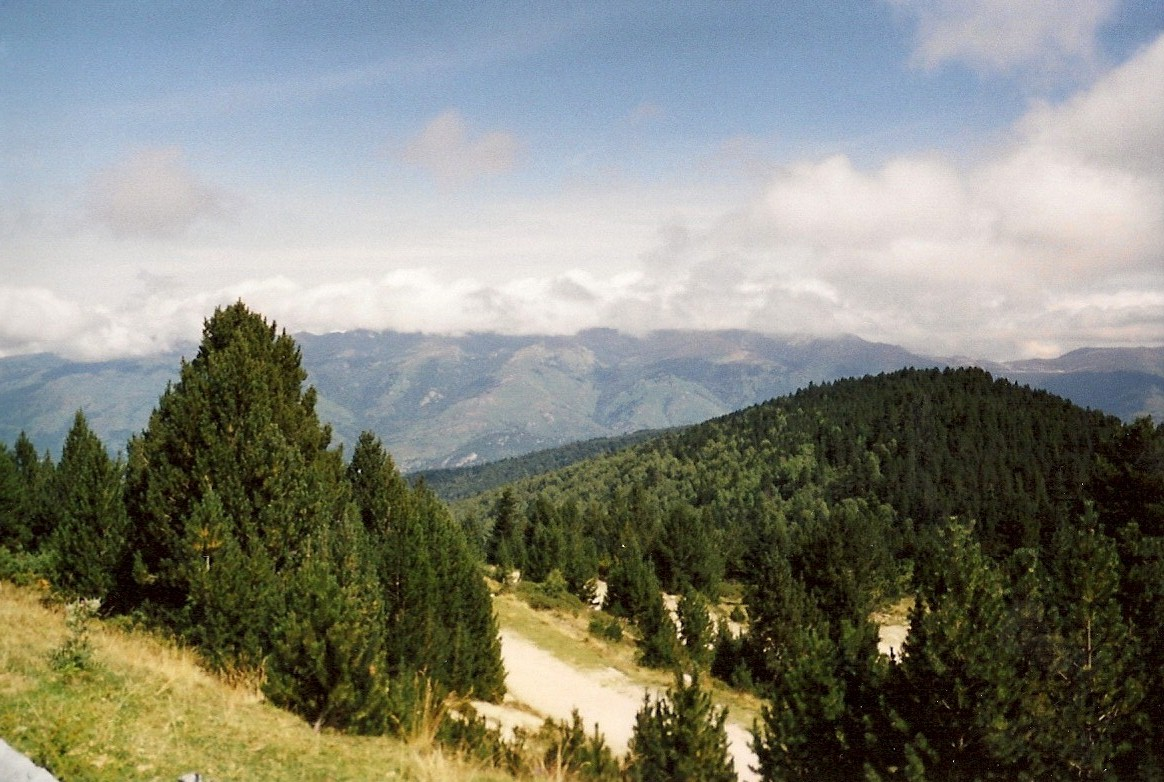
Vue au Nord vers le massif de Tabe.
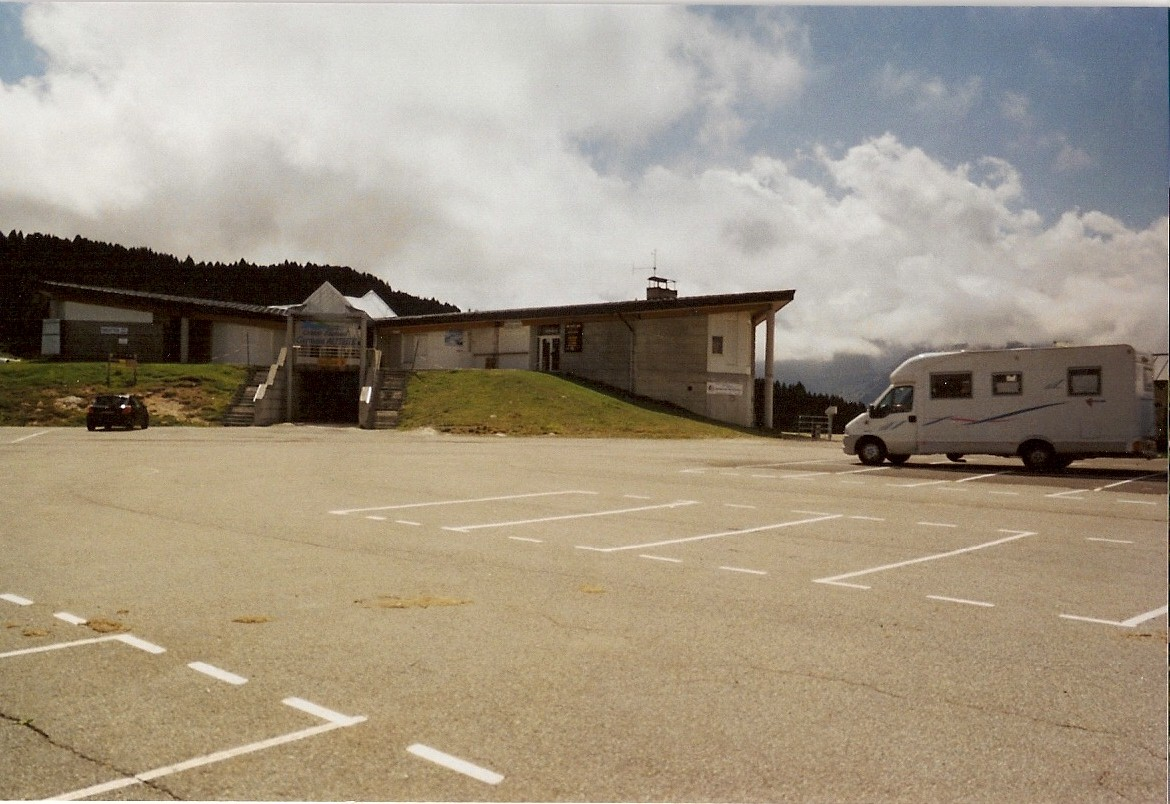
Restaurant à l'arrivée sur le grand parking.

#### Généralités
- [PDF] Pierre-Damien Dessarp, Du plan de gestion environnementale au plan de développement territorial : l'exemple original du plateau de Beille en Pyrénées ariègeoises. Mémoire de fin d'études. Paris, Institut des sciences et industries du vivant et de l'environnement, juillet 2008.

#### Cyclisme
- Le Plateau de Beille. Le Juge de Paix, article paru dans le magazine Le Cycle no 367, septembre 2007, p. 64-68
- Plateau de Beille. La montée du sacre, article paru dans le magazine Le Cycle hors-série no 506 H, juillet 2005, p. 102-104